# 49441 Scerbanenco
49441 Scerbanenco è un asteroide della fascia principale. Scoperto nel 1998, presenta un'orbita caratterizzata da un semiasse maggiore pari a 2,5500119 UA e da un'eccentricità di 0,1810455, inclinata di 5,55584° rispetto all'eclittica.
L'asteroide è dedicato a Giorgio Scerbanenco, scrittore e giornalista italiano di origine ucraina.